# فیلیکس اودار
فیلیکس اودار (فرانسوی: Félix Oudart‎؛ ۸ ژوئن ۱۸۸۱ – ۱۰ اوت ۱۹۵۶) بازیگر اهل فرانسه بود.
از فیلم‌هایی که وی در آن نقش داشته‌است، می‌توان به سه تفنگدار و آتول کا اشاره کرد.